# اینسوورت (نبراسکا)
اینسوورت(به انگلیسی: Ainsworth) شهری در ایالت نبراسکا کشور ایالات متحده آمریکا است که جمعیت آن در سرشماری سال ۲۰۱۰ میلادی، ۱٬۷۲۸ نفر بوده‌است.